# HMS Portland (1770)
HMS Portland (1770) — 50-пушечный корабль 4 ранга Королевского флота. Четвёртый корабль, названный в честь Портленда. Головной корабль одноимённого типа.

## Постройка
Этот проект Джона Уильямса, одобренный 2 апреля 1766 года, как и современный ему тип Salisbury Слейда, был практически в тех же размерах, что HMS Romney, и лишь слегка увеличен по сравнению с уложением 1745 года. Не такой быстрый как Salisbury в хорошую погоду, он зато лучше шёл в плохую. В 1766−1770 годах были заказаны 4 корабля. Однако в конце 1770-х тип был возрожден, и всего было построено 11 кораблей.
Заказан 18 января 1766 года. Спущен на воду 11 апреля 1770 года на королевской верфи в Ширнесс. Достроен 10 ноября 1770 года Эдвардом Хантом.

## Служба
Вступил в строй в сентябре 1770 года, в связи с Фолклендским кризисом; капитан Джон Эллиот (англ. John Elliot).
1771 — 9 января вышел для рандеву с Ост-Индским конвоем.
1772 — капитан Уолтер Стирлинг (англ. Walter Stirling); в октябре выведен в резерв.
1773 — возвращен в строй, капитан Эндрю Баркли (англ. Andrew Barkley); 5 марта ушёл на Ямайку.
1774 — Ямайка; в сентябре выведен в резерв.

### Американская революционная война
1775 — январь, введен в строй, капитан Томас Дюмареск (англ. Thomas Dumaresq); флагман вице-адмирала Джеймса Янга; 26 апреля ушёл на Подветренные острова, позже на Ньюфаундленд.
1776 — Североамериканская станция; 18 октября взял американский приватир Putnam.
1778 — 16 мая взял американский приватир Eagle.
1779 — февраль-март, ремонт и обшивка медью в Вулвиче; введен в строй в марте (?), капитан Энтони Хант (англ. Anthony Hunt), флагман контр-адмирала Ричарда Эдвардса; 11 июня ушёл на Ньюфаундленд; позже в эскадре Филдинга; 31 декабря был в деле Филдинга-Биландта.
1780 — капитан Томас Ллойд (англ. Thomas Lloyd), снова под флагом Эдвардса; 30 мая ушёл на Ньюфаундленд; 19 декабря у Гавра взял французский 20-пушечный Marquis de Seigniary.
1781 — капитан Джеймс Латрелл (англ. James Luttrell); 29 мая ушёл на Ньюфаундленд; 12 июля совместно с HMS Venus взял французские Royal Louis (16) и Lion (10); совместно с HMS Aeolus и HMS Vestal взял американские Disdain (16) и Captain (6).
1782 — апрель, капитан Джон Бретон (англ. John Breton), флагман вице-адмирала Джона Кэмпбелла; 16 июня ушёл на Ньюфаундленд.
1783 — апрель, выведен в резерв и рассчитан.

### Французские революционные войны
1797 — возвращен в строй в ноябре, лейтенант Джеймс Мандерсон (англ. James Manderson); плавучая тюрьма в Портсмуте.
1800 — август, выведен в резерв; превращен в плавучую мастерскую в Портсмуте с октября 1800 по август 1801 года.
1802 — февраль-май, переделан в транспорт заключённых в Портсмуте, поставлен в Лэнгстон-Харбор.
Продан в Портсмуте (?) 19 мая 1817 года Даниелу Листу за £800.